# Montana (pel·lícula de 1950)
Montana és una pel·lícula dels Estats Units de 1950 dirigida per Ray Enright. Ha estat doblada al català.

## Argument
Morgan Lane, un pastor australià, que intenta instal·lar-se en les planures acollidores del Montana, ha de fer de cara a l'oposició de la poderosa Maria Singleton i altres criadors de bestiar que insisteixen a ser els amos dels terrenys.

## Repartiment
- Errol Flynn: Morgan Lane
- Alexis Smith: Maria Singleton
- S.Z. Sakall: Papa Otto Schultz
- Douglas Kennedy: Rodney Ackroyd
- James Brown: Tex Coyne
- Ian MacDonald: Slim Reeves
- Charles Irwin: MacKenzie

I, entre els actors que no surten als crèdits :
- Dorothy Adams: Sra. Kitty Maynard
- Fred Kelsey: Barman